# Agalloch

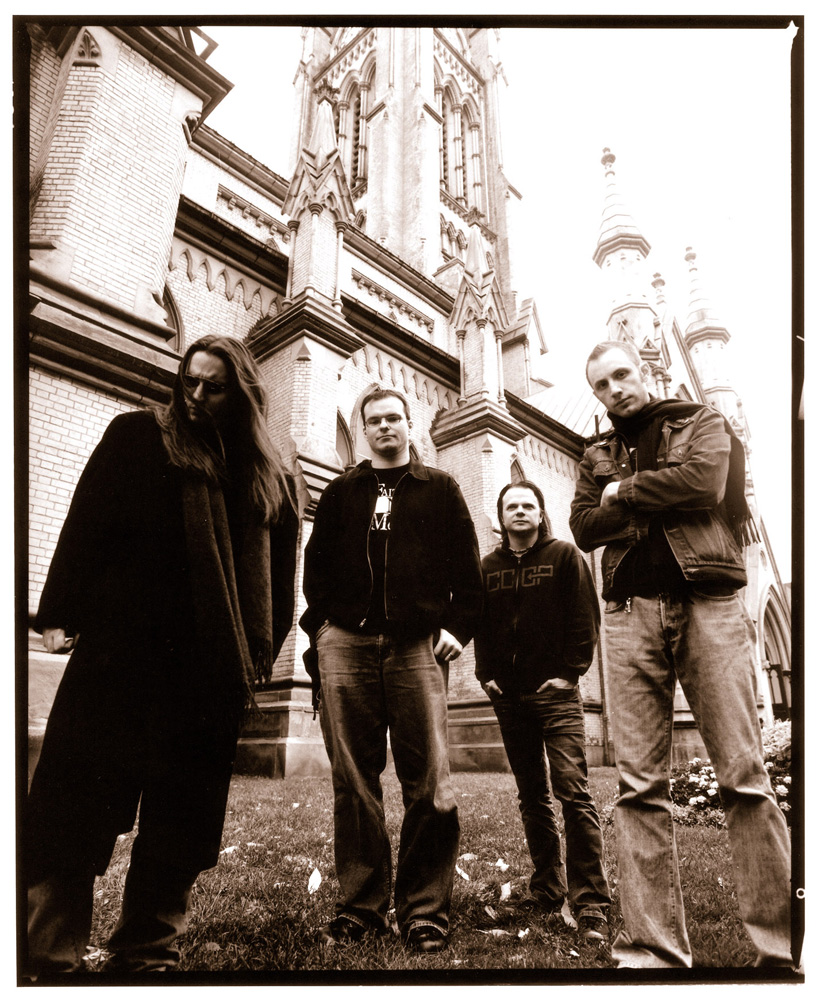

Agalloch是一支美国金属乐队，于1995年成立于俄勒冈州的波特兰，其首脑是主唱兼吉他手John Haughm，迄今为止已发行过四张限量EP、五张全长专辑、两张Demo、一张合辑、一张精选集以及一张现场DVD。2016年5月14日,吉它手兼主唱John Haughm和乐队剩余的成员分道扬辘（Don Anderson，Jason Walton和Aesop Dekker）。2023年4月18日，Prophecy Productions在官網宣布Agalloch將以原始陣容演出Prophecy Fest 2023，並且Agalloch也在官方網站宣傳之後的第二場及第三場演出，不過是否正式回歸尚不確定。

## 历史

### 乐队成立及初期（1995–1997）
Agalloch由John Haughm和Shane Breyer两人组建，乐团名称一词出自沉香林的树脂木名（Aquilaria agallocha）。1996年早期，两人开始创作歌曲，同年夏天Don Anderson的加盟使创作题材得以完善，随后秋季时这些歌曲融合成了样品磁带《From Which of This Oak》。作品受大量黑金属元素影响，其很多题材以不同形式出现在后续专辑中。唱片录制后不久，Jason William Walton以贝司手的身份加盟乐队。
Pale Folklore和Of Stone, Wind and Pillor（1998–2001）
1998年，三人独立录制了一张Promo磁带，这引起了The End厂牌的注意，于是The End与Agalloch签约，并发行了Agalloch的专辑《Pale Folklore》。专辑的黑金属元素减少了，一些曲目是之前Demo作品的重新编制，多了些民谣元素和新古典段落。专辑录制完成后，Breyer由于对音乐兴趣的减弱而离队。
沉寂了一段时间，乐队发行了一张EP《Of Stone, Wind and Pillor》，包含了1998到2001年间的未发表作品，显现出更多的新古典与实验性元素。这张EP包含了一首翻唱新民谣乐团Sol Invictus的歌曲《Kneel to the Cross》，这首翻唱曲随后收录在法国Cynerfierrd厂牌出品的向Sol Invictus致敬的专辑《Sol Lucet Omnibus》中。 

### The Mantle（2002–2005）
2001年至2002年初，Agalloch录制了《The Mantle》，显露出更多的后摇元素。专辑的封套艺术中包含了波特兰市区的公共雕像与喷泉的照片。这张专辑使得Agalloch开始受公众关注，并受到一些主流杂志的采访。
《The Mantle》发行以后，Agalloch于2003年3月6日在波特兰市举行了他们的首次现场演出，随后在三月份以及五月美国西海岸之旅中举行过一些演出。
《Tomorrow Will Never Come》于2003年发行，《The Grey》于2004年发行，这两张EP更加体现出Agalloch的实验性，它们将《The Mantle》的几首曲目混音并重新录制，而《Tomorrow Will Never Come》中收录了一首后摇式的新歌。2004年Agalloch还在美国和加拿大的东海岸进行了一系列演出。
2004年Agalloch与芬兰乐团Nest发行了一张以自然为主题的十像EP，两团共同达到了新民谣的效果。Nest的曲目更为电子化、重打击乐，并由Haughm和Anderson分别担当唱音与吉他演奏。
2005年《Pale Folklore》和《The Mantle》以限量木盒版本再度发行，每张专辑具有新的页面设计。这个版本只是为了纪念2005年10月14日乐团在多伦多的Day of the Equinox音乐节上的演出。

### Ashes Against the Grain和The White（2006–2008）
《Ashes Against the Grain》于2006年8月8日在The End厂牌下发行，其中The Mantle式的典型原声吉他不再明显，而电吉他和金属元素得以加强，使得专辑与之前作品有所不同。
2008年2月29日Agalloch在Vendlus厂牌下发行了《The White》，这是在Vendlus旗下出品的EP的第二部分（注：第一部分指《The Grey》，它与《The White》在形式上相对立），这是Agalloch在2004到2007年间创作的民谣氛围作品的集合，其风格远离了上一部作品《Ashes Against the Grain》，而更似于《The Mantle》的原声吉他部分。曲目《The Isle of Summer》、《Sowilo Rune》和《Summerisle Reprise》取材于电影《The Wicker Man》，其后两首运用了电影中的采样。而曲目《Birch White》的歌词取自A.S.J. Tessimond所写的歌曲《Birch Tree》。曲目《Sowilo Rune》的试听在专辑发行前两月就公布在了MySpace网站上。和《The Grey》相同，这张专辑也是限量发行2000套。

### The Demonstration Archive和Marrow of the Spirit（2008-2010）
2008年8月4日，Agalloch发行了一张名为《The Demonstration Archive》的选集，其曲目选自创作于1996至1998年并收录在Demo《From Which of this Oak》里的作品，以及《Of Stone, Wind and Pillor》和《Promo 1998》中的作品。《Ashes Against the Grain》发行后乐队终止了与The End厂牌的合作，而2008年4月乐队决定继续与The End签约。
2009年8月12日，Demo《From Which of this Oak》作为绘本唱片被重新发行，其厂牌是德国的Eisenwald。
Agalloch和德国艺术家Mathias Grassow共同创作了一首歌曲，收录在精选集《Der Wanderer über dem Nebelmeer》（意为穿行于雾海之上）当中，此辑于2010年3月由Pest厂牌发行并由Prophecy厂牌分销。歌曲名为《Nebelmeer》。
2010年3月20日Agalloch发行了一张限量250份的双碟选集，本打算只将专辑在2010年3月的罗马尼亚的两次现场演出中兜售，然而未售出的部分在2010年5月由乐队成员在eBay网上出售。双碟之一是对《The Demonstration Archive》的原样拷贝。双碟之二包括了录制于2000至2006年间的作品，以及已收录于《Of Stone, Wind and Pillor》、《Tomorrow Will Never Come》和与Nest的合辑中的作品, 还有《The Mantle》和《Ashes Against the Grain》中的一些曲目的另行版本，还有一些未发表之作。
2010年6月7日，Agalloch在官方MySpace网站上声明，第四张全长专辑将在Profound Lore厂牌下发行，此厂牌已在2005年发行过Agalloch首两张专辑的限量木盒版本。乐团声明新专辑将于2010年6月和7月进行录制，但是专辑名称和发行日期尚未确定。
2010年9月21日，Agalloch官方宣布了第四张全长专辑的名称：《Marrow of the Spirit》，将于2010年11月23日发行。

## 风格
- Agalloch创作一种激进前卫式的民谣金属，并含有多重形式，如新民谣、后摇、黑金属与厄运金属。
- Agalloch的表达意象和创作主题是天然瑰丽、忧郁，以及对远古异教的拾遗。
- Agalloch使用的一种非传统乐器是鹿骨，在曲目《The Lodge》中，John Haughm敲击鹿骨创造出了一种不同寻常的咔嗒声。
- 1999年，Dan Tobin为Jason William Walton和John Haughm做过一次采访，访谈中乐队成员提到Agalloch受到了Katatonia、Ulver、The 3rd and the Mortal、Swans和Godspeed You! Black Emperor的影响。